# Бранди и г-н Уискърс
„Бранди и господин Уискърс“ (на английски: Brandy & Mr. Whiskers) е анимационен сериал на Дисни. Сериалът разказва за куче и заек, които след падане от самолет, се озовават в Амазонската джунгла и трябва да се справят с трудния живот там.

## Герои

### Главни герои
- Бранди (Кейли Куоко) – Бранди Херингтън от Флоридските Херингтън е куче, което не обича да дружи с Уискърс пред другите животни в джунглата, за да не ѝ се подиграват. За нея най-важни са красотата и модата. Тя дружи с всички от джунглата, с изключение на Уискърс, който е мързелив и глупав. За Бранди той е ужасен, но двамата често си прекарват страхотно.

- Г-н Уискърс (Чарли Адлър) – Той е глупав заек, който постоянно прави пакости. Неговият най-добър приятел, освен Бранди, е Ед. Той не е интелигентен и не може да танцува. Единствените му желания са да спаси Бранди и да останат приятели завинаги. Според нея, той е глупав и се държи като бебе.

### Второстепенни герои
- Лола Боа (Алана Убах) – Тя е змия и е приятелка на Бранди. Тя може да лази и няма ръце, но си мечтае за такива. Тя не е много интелигентна.

- Ед (Том Кени) – Той е приятел на Уискърс. Той е много глупав и много тих.

- Шерил и Мерил (Шери Шепърд) – Те са сестри тукани, които винаги се карат и бият. Приятелки са на Бранди и Лола.

- Гаспар (Андре Согюто) – Той е много хитър и иска да изяде Уискърс.

- Марго (Дженифър Хейл) – Тя е богомолка и е приятелка на Бранди. Също и на Лола, Шерил и Мерил. Може да е малка, но е много добра приятелка.

## В България
В България сериалът започва на 29 ноември 2009 г. по bTV всеки уикенд от 08.00 ч., а по Disney Channel – от 08.35. Дублажът е на студио Медиа Линк. Ролите се озвучават от Даниела Йорданова, Елисавета Господинова, Сава Пиперов и Радослав Рачев. В дублажа на bTV единствено Рачев е заместен от Станислав Димитров.